# Fánote

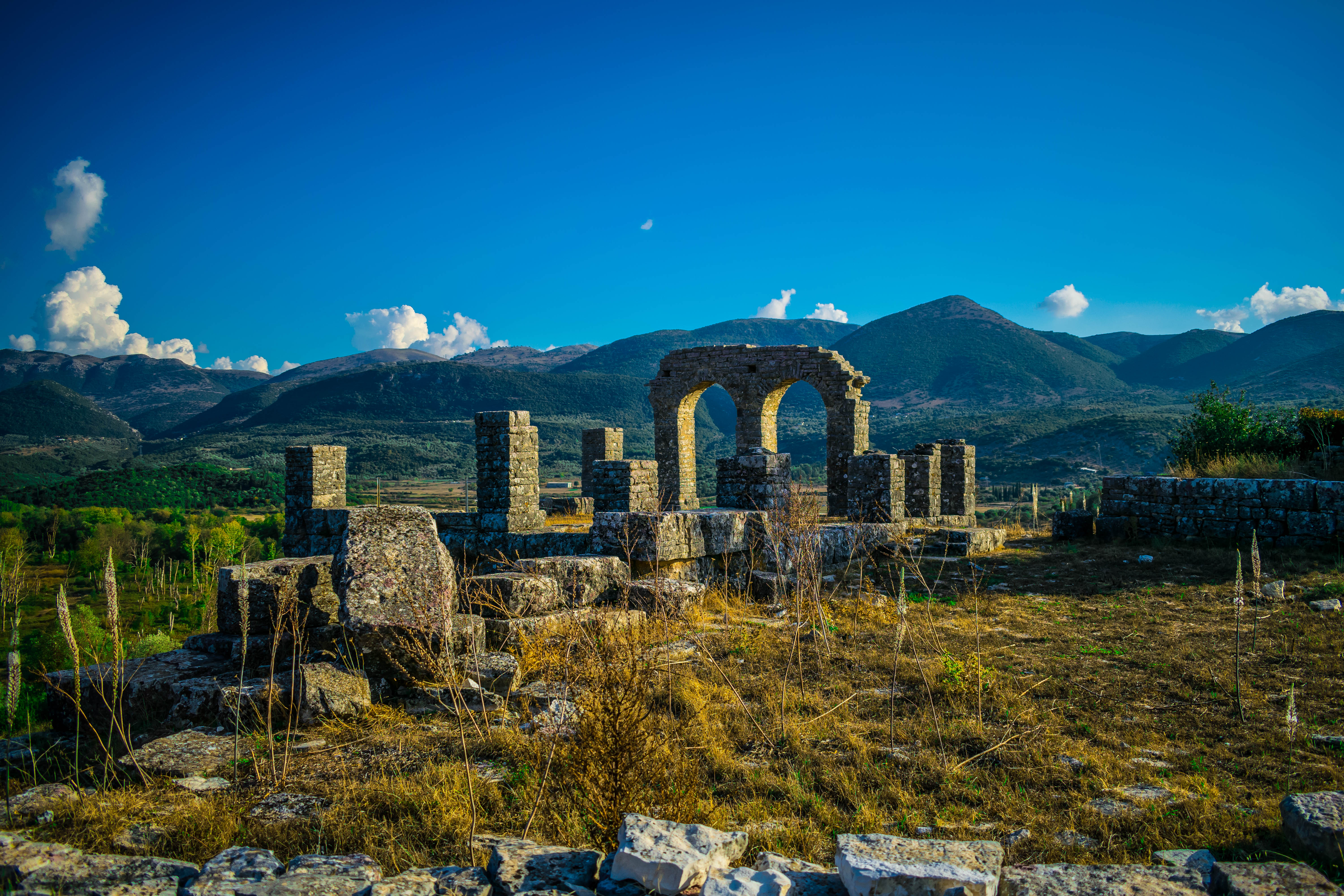
Estas ruinas en Doliani probablemente pertenecen al antiguo Fánote

Fánote (en latín: Phanote) fue una antigua ciudad griega en la región de Epiro.
Durante la tercera guerra macedónica, en el 169 a. C., Fánote, que estaba fortificada, fue atacada por un ejército de 6000 hombres entre los que había soldados de Caonia y Tesprotia bajo el mando del romano Apio Claudio Centón, pero tal expedición resultó un fracaso debido a la resistencia de la guarnición que había dejado Perseo de Macedonia.
Más tarde, en el 167 a. C., otro ejército al mando del romano Lucio Anicio Galo marchó contra las ciudades de Epiro y la ciudad de Fánote fue la primera que se le rindió. Sus habitantes salieron al encuentro del ejército con ínfulas alrededor de sus frentes.
Sus habitantes son mencionados también por Polibio.
Se localiza en una colina cerca de la actual Doliani.